# Torneo de Viareggio
El Torneo de Viareggio o Copa Carnaval (oficialmente Torneo Mondiale Giovanile di Calcio Coppa Carnevale) es un competencia juvenil de categoría sub-18 de fútbol.  Se juega anualmente en la ciudad de Viareggio, Italia.

## Historia
Se jugó por primera vez en 1949. Cada año, el torneo comienza el tercer lunes pasado y termina el último lunes de carnaval italiano. El torneo es reconocido por la FIFA,[cita requerida] la UEFA,[cita requerida] la Federación Italiana de Fútbol[cita requerida] y el Comité Olímpico de Italia.[cita requerida] El torneo ha sido ganado por equipos italianos en la gran mayoría de sus ediciones, siendo los otros países con títulos Checoslovaquia, Yugoslavia (ambos países desaparecidos), Uruguay y Bélgica.

## Campeones
| Año  | Campeón           | Subcampeón           |
| ---- | ----------------- | -------------------- |
| 1949 | Milan             | Lazio                |
| 1950 | Sampdoria         | Roma                 |
| 1951 | Partizan Belgrado | Sampdoria            |
| 1952 | Milan             | Partizan Belgrado    |
| 1953 | Milan             | Juventus             |
| 1954 | Vicenza           | Juventus             |
| 1955 | Vicenza           | Sampdoria            |
| 1956 | Sparta Praga      | Milan                |
| 1957 | Milan             | Roma                 |
| 1958 | Sampdoria         | Fiorentina           |
| 1959 | Milan             | Partizan Belgrado    |
| 1960 | Milan             | Dukla Praga          |
| 1961 | Juventus          | Vicenza              |
| 1962 | Internazionale    | Fiorentina           |
| 1963 | Sampdoria         | Bologna              |
| 1964 | Dukla Praga       | Bologna              |
| 1965 | Genoa             | Juventus             |
| 1966 | Fiorentina        | Dukla Praga          |
| 1967 | Bologna           | Fiorentina           |
| 1968 | Dukla Praga       | Juventus             |
| 1969 | Atalanta          | Napoli               |
| 1970 | Dukla Praga       | Milan                |
| 1971 | Internazionale    | Milan                |
| 1972 | Dukla Praga       | Internazionale       |
| 1973 | Fiorentina        | Bologna              |
| 1974 | Fiorentina        | Lazio                |
| 1975 | Napoli            | Lazio                |
| 1976 | Dukla Praga       | Milan                |
| 1977 | Sampdoria         | Milan                |
| 1978 | Fiorentina        | Roma                 |
| 1979 | Fiorentina        | Perugia              |
| 1980 | Dukla Praga       | Lazio                |
| 1981 | Roma              | Ipswich Town         |
| 1982 | Fiorentina        | Ipswich Town         |
| 1983 | Roma              | Internazionale       |
| 1984 | Torino            | Napoli               |
| 1985 | Torino            | Roma                 |
| 1986 | Internazionale    | Sampdoria            |
| 1987 | Torino            | Fiorentina           |
| 1988 | Fiorentina        | Torino               |
| 1989 | Torino            | Roma                 |
| 1990 | Cesena            | Napoli               |
| 1991 | Roma              | Napoli               |
| 1992 | Fiorentina        | Roma                 |
| 1993 | Atalanta          | Milan                |
| 1994 | Juventus          | Fiorentina           |
| 1995 | Torino            | Fiorentina           |
| 1996 | Brescia           | Parma                |
| 1997 | Bari              | Torino               |
| 1998 | Torino            | Irineu               |
| 1999 | Milan             | Varteks              |
| 2000 | Empoli            | Fiorentina           |
| 2001 | Milan             | Vitória              |
| 2002 | Internazionale    | Torino               |
| 2003 | Juventus          | Slavia Praga         |
| 2004 | Juventus          | Empoli               |
| 2005 | Juventus          | Genoa                |
| 2006 | Juventud          | Juventus             |
| 2007 | Genoa             | Roma                 |
| 2008 | Internazionale    | Empoli               |
| 2009 | Juventus          | Sampdoria            |
| 2010 | Juventus          | Empoli               |
| 2011 | Internazionale    | Fiorentina           |
| 2012 | Juventus          | Roma                 |
| 2013 | Anderlecht        | Milan                |
| 2014 | Milan             | Anderlecht           |
| 2015 | Internazionale    | Hellas Verona        |
| 2016 | Juventus          | Palermo              |
| 2017 | US Sassuolo       | Empoli               |
| 2018 | Internazionale    | Fiorentina           |
| 2019 | Bologna           | Genoa                |
| 2022 | Sassuolo          | Alex Transfiguration |
| 2023 | Sassuolo          | Torino F. C.         |

## Títulos por equipo
| Club                    | Campeón | Subcampeón | Años campeón                                         |
| ----------------------- | ------- | ---------- | ---------------------------------------------------- |
| A. C. Milan             | 9       | 7          | 1949, 1952, 1953, 1957, 1959, 1960, 1999, 2001, 2014 |
| Juventus F. C.          | 9       | 5          | 1961, 1994, 2003, 2004, 2005, 2009, 2010, 2012, 2016 |
| A. C. F. Fiorentina     | 8       | 9          | 1966, 1973, 1974, 1978, 1979, 1982, 1988, 1992       |
| F. C. Internazionale    | 8       | 2          | 1962, 1971, 1986, 2002, 2008, 2011, 2015, 2018       |
| Torino F. C.            | 6       | 4          | 1984, 1985, 1987, 1989, 1995, 1998                   |
| Dukla Praga             | 6       | 2          | 1964, 1968, 1970, 1972, 1976, 1980                   |
| U. C. Sampdoria         | 4       | 4          | 1950, 1958, 1963, 1977                               |
| A. S. Roma              | 3       | 8          | 1981, 1983, 1991                                     |
| U. S. Sassuolo          | 3       | -          | 2017, 2022, 2023                                     |
| Bologna F. C.           | 2       | 3          | 1967, 2019                                           |
| Genoa C. F. C.          | 2       | 2          | 1965, 2007                                           |
| Vicenza Calcio          | 2       | 1          | 1954, 1955                                           |
| Atalanta B. C.          | 2       | –          | 1969, 1993                                           |
| S. S. C. Napoli         | 1       | 4          | 1975                                                 |
| Empoli F. C.            | 1       | 4          | 2000                                                 |
| F. K. Partizan Belgrado | 1       | 2          | 1951                                                 |
| R. S. C. Anderlecht     | 1       | 1          | 2013                                                 |
| A. C. Sparta Praga      | 1       | –          | 1956                                                 |
| A. C. Cesena            | 1       | –          | 1990                                                 |
| Brescia Calcio          | 1       | –          | 1996                                                 |
| A. S. Bari              | 1       | –          | 1997                                                 |
| C. A. Juventud          | 1       | –          | 2006                                                 |
| S. S. Lazio             | –       | 4          | -                                                    |
| Ipswich Town F. C.      | –       | 2          | -                                                    |
| Perugia Calcio          | –       | 1          | -                                                    |
| Parma F. C.             | –       | 1          | -                                                    |
| S. E. Irineu            | –       | 1          | -                                                    |
| N. K. Varteks           | –       | 1          | -                                                    |
| Vitória                 | –       | 1          | -                                                    |
| Slavia Praga            | –       | 1          | -                                                    |
| Hellas Verona           | –       | 1          | -                                                    |
| Palermo                 | –       | 1          | -                                                    |
| Alex Transfiguration    | –       | 1          | -                                                    |

## Títulos por país
| País            | Campeón | Subcampeón |
| --------------- | ------- | ---------- |
| Italia          | 63      | 61         |
| República Checa | 7       | 3          |
| Yugoslavia      | 1       | 2          |
| Bélgica         | 1       | 1          |
| Uruguay         | 1       | –          |
| Inglaterra      | –       | 2          |
| Brasil          | –       | 2          |
| Croacia         | –       | 1          |
| Nigeria         | –       | 1          |

## Participación por país
Los Equipos Italianos no aparecen en la tabla, ya que son los organizadores del torneo
| País                            | Último Año | Equipo(s)                                |
| ------------------------------- | ---------- | ---------------------------------------- |
| Croacia                         | 2017       | HNK Rijeka                               |
| República Checa                 | 2017       | Dukla Praga                              |
| Grecia                          | 2017       | PAS Giannina                             |
| República Democrática del Congo | 2017       | Ujana                                    |
| Rusia                           | 2017       | Zenit de San Petersburgo                 |
| Estados Unidos                  | 2017       | Athletic Union, L.I.A.C. New York        |
| Brasil                          | 2017       | Grêmio Osasco                            |
| Bélgica                         | 2017       | Club Brujas                              |
| Canadá                          | 2017       | Toronto FC                               |
| Argentina                       | 2017       | CA Belgrano, C.A.I, Deportivo Camioneros |
| Países Bajos                    | 2017       | PSV Eindhoven                            |
| Nigeria                         | 2017       | Abuja F.C.                               |
| Colombia                        | 2017       | Cortuluá                                 |
| Macedonia del Norte             | 2016       | Akademija Pandev                         |
| Gabón                           | 2016       | CF Mounana                               |
| Dinamarca                       | 2016       | FC Helsingør                             |
| México                          | 2016       | PUMAS                                    |
| Australia                       | 2016       | APIA Leichhardt                          |
| Indonesia                       | 2015       | Pro Duta                                 |
| Uzbekistán                      | 2015       | Pajtakor                                 |
| Portugal                        | 2014       | SL Benfica                               |
| Noruega                         | 2014       | Stabæk IF                                |
| Paraguay                        | 2014       | Club Guaraní, Nacional Py                |
| Serbia                          | 2013       | Estrella Roja de Belgrado                |
| Eslovenia                       | 2013       | NK Maribor                               |
| Ecuador                         | 2013       | CS Norte América                         |
| Egipto                          | 2013       | Nogoom El Mostakbal FC                   |
| España                          | 2013       | Recreativo de Huelva                     |
| Hungría                         | 2013       | Budapest Honvéd                          |
| Chile                           | 2013       | Deportes Concepción                      |
| Inglaterra                      | 2013       | Newcastle                                |
| Uruguay                         | 2012       | Montevideo Wanderers                     |
| Catar                           | 2012       | Aspire Academy                           |
| Suiza                           | 2011       | Grasshopper                              |
| Sierra Leona                    | 2011       | Kallon FC                                |
| Japón                           | 2011       | Nagoya Grampus                           |
| Polonia                         | 2010       | Legia de Varsovia                        |
| Israel                          | 2010       | Maccabi Haifa                            |
| Letonia                         | 2010       | FK Ventspils                             |
| Burkina Faso                    | 2009       | RC Bobo                                  |
| Ghana                           | 2008       | International Allies FC                  |
| Senegal                         | 2008       | AS De Camberene                          |
| Ucrania                         | 2008       | FK Shajtar Donetsk                       |
| Malasia                         | 2008       | Malaysian Indian                         |
| Rumania                         | 2007       | CF Liberty Oradea                        |
| San Marino                      | 2007       | San Marino Calcio                        |
| Bulgaria                        | 2006       | Naftex                                   |
| Zambia                          | 2006       | Chambishi F.C.                           |
| Alemania                        | 2005       | Bayern de Múnich, Werder Bremen          |
| Camerún                         | 2005       | Kadji Sports Academy                     |
| Costa Rica                      | 2004       | Costa Rica United                        |
| Turquía                         | 2004       | Galatasaray                              |
| Francia                         | 2002       | Niza                                     |
| Palestina                       | 2002       | Jerusalén                                |
| Sudáfrica                       | 2000       | Jomo Cosmos                              |
| Suecia                          | 1990       | IFK Göteborg                             |
| Argentina                       | 1989       | Sportivo Italiano                        |
| Escocia                         | 1989       | Aberdeen                                 |
| Kenia                           | 1986       | Nairobi                                  |
| Bosnia y Herzegovina1           | 1985       | FK Sarajevo                              |
| Argelia                         | 1984       | Argelia                                  |
| Austria                         | 1980       | First Vienna                             |
| China                           | 1979       | Hebei China                              |
| Unión Soviética                 | 1968       | Burevestnik                              |

1- Participación bajo la Bandera de Yugoslavia